# Paolo Guglielmi

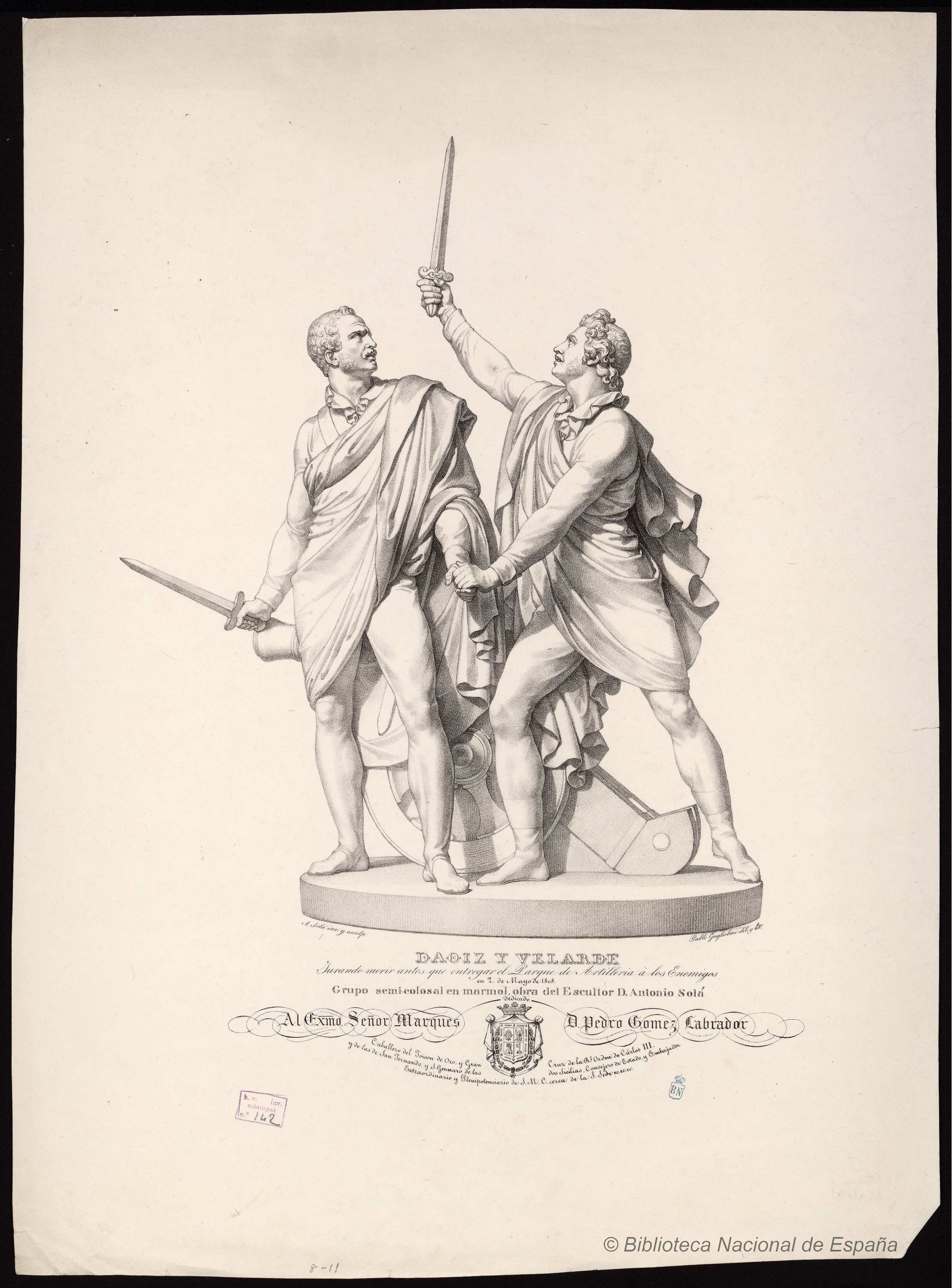
Retrato de Daoiz y Velarde, litografía de Paolo Guglielmi a partir del grupo en mármol de Antonio Solá instalado en la Plaza del Dos de Mayo de Madrid. Biblioteca Nacional de España.

Paolo Guglielmi (Roma, 1804-1862) fue un pintor y litógrafo italiano.

## Biografía y obra
Formado en la Academia de Bellas Artes de Roma, conoció en ella a Antonio Canova que lo pensionó por tres años para que trabajase en la reproducción y divulgación de sus obras mediante la estampa. Con este objetivo dibujó los dos leones recostados esculpidos por Canova para el monumento funerario del papa Clemente XIII en la Basílica de San Pedro. En 1823 grabó también un retrato del escultor por pintura de Thomas Lawrence.
A finales de 1825 fue llamado a Madrid por José de Madrazo para que se incorporase al proyecto de reproducir mediante la litografía las obras maestras del Museo del Prado. Para la Colección litográfica de los cuadros del rey de España promovida bajo la dirección de Madrazo por el Real Establecimiento Litográfico de Madrid, se encargó de las reproducciones de San Esteban curando al enfermo y La última cena de Juan de Juanes, Moisés salvado de las aguas del Nilo y Susana y los viejos de Veronés y La Virgen con el Niño san Juan y ángeles y La Virgen con el Niño, san José y un ángel, de Andrea del Sarto, Además durante su estancia en Madrid firmó un retrato doble, abierto en lámina de cobre, del rey Fernando VII y su tercera esposa, María Josefa Amalia de Sajonia por pintura de Rafael Esteve y la reproducción, por dibujo propio, del grupo en mármol de Daoiz y Velarde, esculpido por Antonio Solá (1830).
En 1830 o poco más tarde retornó a Roma donde participó en la decoración pictórica del Palacio Torlonia, actualmente desaparecida. En los primeros años de la década de 1830 dibujó para la Calcografía cameral reproducciones de pinturas de Domenichino, Andrea Sacchi o Pinturicchio. Especializado en la reproducción de obras escultóricas colaboró con sus dibujos en publicaciones destinadas a difundir, entre otras, las obras del Museo Chiaramonti, las del escultor neoclásico Luigi Bienaimé y las del Museo Lateranense, su última obra conocida, firmada en 1861.